# Rue Olier
La rue Olier est une voie du 15e arrondissement de Paris, en France.

## Situation et accès
La rue Olier est une voie publique située dans le 15e arrondissement de Paris. Elle débute au 25, rue Desnouettes et se termine au 364-364 bis, rue de Vaugirard. C'est une rue pavée.

## Origine du nom
Cette voie rend  hommage à Jean-Jacques Olier, ecclésiastique français qui créa sur ce terrain le séminaire Saint-Sulpice, premier séminaire français,.

## Historique

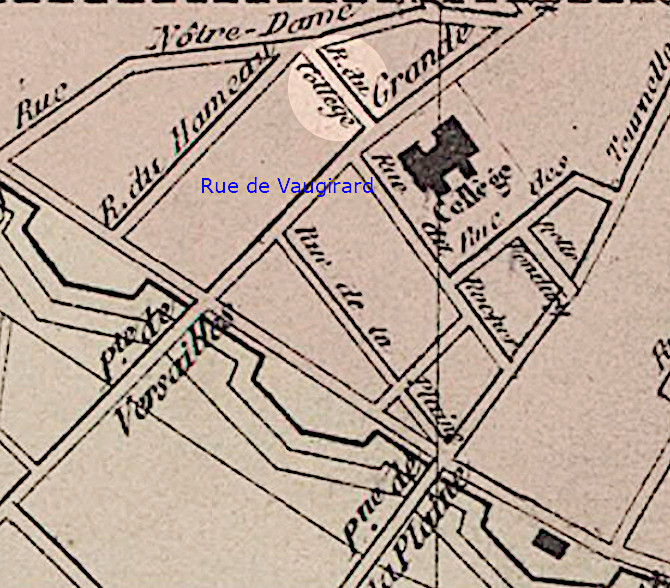
La future « rue Olier », alors appelée « rue du Collège » (pastille claire), sur le plan de Lanée (Paris, 1861).

Cette ancienne rue de la commune de Vaugirard est présente sur le plan de Roussel de 1730.  Initialement dénommée « rue du Collège », elle prend sa dénomination actuelle le 24 août 1864.

## Bâtiments remarquables et lieux de mémoire
- Au no 12 habitaient Eugène Wollman et Elisabeth Wollman, chercheurs à l'Institut Pasteur, déportés et assassinés à Auschwitz. Elisabeth est arrêtée à son domicile le 4 décembre 1943.
- Au début des années 1970, alors que l'avortement était illégal, un appartement de la rue Olier accueillait des femmes désirant se faire avorter clandestinement[3].